# Jacobo Muñoz Veiga
Jacobo Muñoz Veiga (València, 1942 - Madrid, 23 de febrer de 2018) fou un filòsof, professor de filosofia i traductor valencià.

## Trajectòria intel·lectual i acadèmica
Interessat per la literatura des de ben jove, el 1960 va fundar i dirigir a València La Caña Gris, revista de poesia i assaig que en els seus dos anys d'existència va tenir la col·laboració d'assagistes com Josep Iborra i Joan Fuster, de poetes de la talla de Juan Gil-Albert, José Agustín Goytisolo, Gil de Biedma i José Ángel Valente, i que va dedicar un número monogràfic d'homenatge a Luis Cernuda que constituí la primera reivindicació de la importància d'aquest poeta de la generació del 27. D'aquesta època és també la fundació de la Llibreria Lauria, coneguda per la difusió clandestina de llibres prohibits pel franquisme.
Va començar els seus estudis de Filosofia i Lletres a la Universitat de València, on promogué el Sindicat Democràtic d'Estudiants, i cap al 1966 s'afilià al Partit Comunista. Es traslladà a Barcelona el 1968 per acabar l'especialitat de Filosofia, i allí va conèixer Manuel Sacristán, amb qui mantindria una estreta col·laboració durant la dècada dels setanta, i Emilio Lledó, que dirigí la seva tesi doctoral, Ludwig Wittgenstein y la filosofía analítica del lenguaje, defensada el 1973. Poc després es va fer càrrec de la direcció editorial de Grijalbo, des d'on dugué a terme una notable labor de traducció i difusió de textos clau del marxisme. El 1976 va participar en la constitució del Col·lectiu Crítica, en el qual van col·laborar, entre d'altres, Antoni Domènech, Rafael Grasa, Manuel Cruz i Gerard Vilar. Alguns membres d'aquest col·lectiu fundaren la revista Materiales, editada per Jacobo Muñoz, que arran d'aquesta experiència crearia després una editorial amb el mateix nom, on es van publicar llibres d'autors com Foucault, Marcuse, Negri i Marx.
Des del 1979 fou professor de la facultat de Filosofia de la Universitat Complutense de Madrid, i catedràtic des del 1983. Allí va promoure la creació del departament de Teoria del Coneixement i Història del Pensament, del qual va ser director. El 2010 va ser nomenat professor emèrit. La seua labor com a traductor al castellà i prologuista comprèn desenes de llibres de filosofia (Kant, Marx, Wittgenstein, Adorno, Horkheimer, Heidegger, Lukács, etc.) i literatura (Thomas Mann, Goethe, Musil, Böll, etc.). A part d'això, ha dirigit més d'una vintena de tesis doctorals, entre elles les de filòsofs tan reconeguts com José Luis Pardo i Felipe Martínez Marzoa.
Era germà de Gustau Muñoz i Veiga.

## Obres més destacades
- Lecturas de filosofía contemporánea, Materiales, 1984.
- Inventari provisional: materials per a una ontologia del present, Germania, 1995.
- Compendio de epistemología (amb Julián Velarde Lombraña), Trotta, 2000
- Figuras del desasosiego moderno: Encrucijadas filosóficas de nuestro tiempo, Antonio Machado Libros, 2002.
- Diccionario Espasa de filosofía (director), Espasa, 2003
- Caminos de la hermenéutica (amb Ángel Manuel Faerna), Biblioteca Nueva, 2006
- Filosofía de la historia: origen y desarrollo de la conciencia histórica, Biblioteca Nueva, 2010.
- Marx, Gredos, 2012.
- Filosofía y resistencia: Intervenciones, Biblioteca Nueva, 2013.